# Tekken 3
Tekken 3 (яп. 鉄拳3, Теккен Сурі:, «Залізний кулак 3») — третя гра однойменної серії. Випущена на аркадні автомати в 1997 році, згодом і для ігрової приставки Sony PlayStation в 1998 році по всьому світу. Була добре оцінена критиками і гравцями.

## Ігровий процес
Tekken 3 використовує схожу бойову систему і основну концепцію, як і попередні ігри цієї серії. У цій частині було зроблено багато удосконалень: чітка графіка і анімація, додано п'ятнадцять нових персонажів, сучасна музика, швидкий і зручний геймплей.
Найпомітнішою зміною в Tekken 3 є система рухів, яка дає всім персонажам свободу пересування, дозволяючи обійти противника, злегка натиснувши на аркадний стик (або натиснувши аналоговий стик в консольній версії) на відповідний напрям руху. Іншою зміною в рухах персонажів стало зменшення висоти стрибків. Удари в повітрі стали більш керованими. Крім цього, покращений рух гри дозволив швидко здійснювати нокаути і комбо.
Tekken 3 була першою грою в серії, в якій з'явилася міні-гра під назвою «Tekken Force». У ній потрібно перемогти всіх солдатів «Tekken Force» і головного боса Хейхаті Місіму в кінці рівня. Якщо гравець успішно пройшов міні-гру чотири рази, то він врятує Доктора Босконовіча, який стане доступний як ігровий персонаж. Ця міні-гра пізніше з'явилася в Tekken 4 і Tekken 5 як повноцінна аркада з різними поліпшеннями. Однак в наступних іграх, після Tekken 3, Босконовіч був виключений як ігровий персонаж. Існує також міні-гра «Tekken Ball», схожа на пляжний волейбол. Її геймплей базується на тому, щоб вдарити по м'ячу потужною атакою і зачепити противника або спробувати відбити м'яч таким чином, щоб він впав на землю в зоні суперника, завдаючи шкоди.

### Арени
- Martial Arts Dojo — шаулінський монастир в горах.
- Forest — дія відбувається в лісі.
- Carnival — парк розваг.
- Taekwondo Dojo — додзьо високо в горах, де, як і зрозуміло з назви, вивчають тхеквандо.
- Hong Kong Street — вулиці Гонконгу. На арені можна помітити флаєр з Namco.
- Ogre's Temple — лігво Огра в Мексиці.
- High School — політехнічна школа Місіми. На дану арену зроблено багато ремейків у різних наступних іграх серії Tekken.
- Tiger Dojo Tokyo — додзьо в горах. На думку фанатів, саме тут жили Дзин і Дзюн. На дану арену зроблено багато ремейків в різних наступних іграх серії Tekken.
- Laboratory Courtyard — великий військовий комплекс.
- Grassy Land — узбережжя тропічного острова.
- Skyring — боксерський ринг розташований на вишці високо в горах.
- Mexican Temple — мексиканський храм. Є входом в лігво Огра.
- Punk Alley — як і зрозуміло з назви оригіналу арени, дія відбувається на алеї, де багато панків.
- Junky Mansion — лабораторія і укриття Доктора Босконовіча. На етапі можна помітити багато різної апаратури і схем. Дана арена доступна тільки в консольній версії гри.
- Beach Island — арена — пляж острова. Вона створена спеціально для запрошеного гостя — Гона. Дана арена доступна тільки в консольній версії гри.

## Сюжет
Через п'ятнадцять років після турніру «Король Залізного Кулака 2», Хейхаті Місіма створює військову організацію «Tekken Force», яка повинна займатися захистом «Місіма Зайбацу». Загін шукає старовинний храм, розташований в Мексиці. Незабаром, після прибуття до храму, Хейхаті дізнається, що загін був знищений Огром. Однак Хейхаті, будучи свідком подій, прагне захопити мексиканського бога, щоб використати його сили для власної вигоди. Незабаром різних майстрів бойових мистецтв з усього світу знаходять мертвими. У всьому цьому підозрюється Огр.
Тим часом Дзюн Кадзама живе тихим життям в Якусімі зі своїм маленьким сином, Дзином, який народився після подій попереднього турніру. Однак, їхньому мирному життю приходить кінець, коли Дзюн починає відчувати наближення Огра. Дзюн доручає Дзинові знайти Хейхаті, якщо щось трапиться. Через деякий час, після п'ятнадцятого дня народження Дзина, Огр дійсно атакує. Дзин намагається боротися з божеством, але сили нерівні і Дзин втрачає свідомість. Коли він прокидається, бачить, що його будинок спалений, а його мати пропала і, швидше за все, мертва. Дзин відчуває в собі частину сили Демона, яка раніше була в Кадзуо. Пізніше він йде до Хейхаті, як і просила його мати. Хейхаті навчає його бойовим мистецтвам. Згодом Місіма відправив Дзина в свою Політехнічну школу «Місіма».
Чотири роки по тому, Дзин стає майстром карате стилю «Місіма». На дев'ятнадцятий день народження онука, Хейхаті оголошує третій турнір «Короля Залізного Кулака». Саме турнір й велика кількість сильних бійців зможе привернути увагу Огр.
Наприкінці турніру, в великому храмі, Пол Фенікс перемагає Огра і йде з турніру. Але Огр перетворюється в свою справжню форму. Дзин знову протистоїть богу й цього разу перемагає. Але раптово переможця розстрілює загін «Tekken Force» на чолі з Хейхаті, який особисто робить останній постріл в голову онука.
Проте Дзин виживає, повністю пробуджуючи Демона. Він знищує бійців «Tekken Force» й скидає Хейхаті з храму.

## Персонажі

### Список персонажів
Всього в грі 23 персонажа:
- Жирним шрифтом позначені нові персонажі.

| основний список                                                         | основний список                                                                 | основний список                                                | основний список                                                                    | основний список                           |
| ----------------------------------------------------------------------- | ------------------------------------------------------------------------------- | -------------------------------------------------------------- | ---------------------------------------------------------------------------------- | ----------------------------------------- |
| - Анна Вільямс * - Брайан Ф'юрі * - Ган Джек * - Гон *** - Джулія Чан * | - Джин Кадзама - Доктор Босконовіч *** - Юшиміцу - Справжній Огр * ** - Кінг II | - Кума II * - Лін Сяоюй - Лей Улун - Мокудзін * - Ніна Вільямс | - Батьківський контроль * ** - Панда * - Пол Фенікс - Тайгер Джексон * - Форест Ло | - Хваранг - Хейхаті Місіма * - Едді Горду |

* ↑  Доступний після проходження аркадного режиму.
** ↑  Фінальний бос.
*** ↑  Бонусний персонаж.

## Портові та інші версії

### PlayStation
Оригінальний порт Tekken 3 на PlayStation включав два нових персонажа: Гона і Доктора Босконовіча. На відміну від аркадної версії Анна отримала власний слот персонажа, унікальний портрет, голос, переможну анімацію, деякі унікальні атаки (а також її прийоми з перших двох ігор, деякі з яких були дані Огру) і свою кінцівку, а не як в попередніх частинах, де вона була в основному скопійована з Ніни. Тим не менш, вона все одно має багато ударів і вмінь від Ніни. Анна стане унікальною в Tekken 5.
Версія для PlayStation включає нові режими «Tekken Force» і «Tekken Ball», а також всі попередні режими з Tekken 2. Через невелику оперативну пам'ять для відео і низьку частоту кадрів в PlayStation, якість зображення було погіршено. Фони були повторно зроблені в двомірну графіку, а кількість полігонів для моделей персонажів було зменшено.
У версії для PlayStation 2 Tekken 5 включена аркадна версія Tekken 3.

### Bleemcast
Namco ніколи офіційно не портувала Tekken на консоль Dreamcast, але незалежна компанія bleem! розробила спеціальний завантажувальний диск для консолі Sega. У порті є підвищений дозвіл, роблячи гру чіткіше. Видимої різниці між фоновими зображеннями на арені немає. Namco використовували панорамні зображення на тлі, які не можуть бути підвищені в якості.

## Саундтрек
Музика була написана Нобуйосі Сано і Кеньїті Окабе. 18 липня 1997 року лейблом Wonder Spirits був випущений альбом Tekken 3 Arcade Soundtrack 001 EX (яп. 鉄拳3 アーケードサウンドトラック 001 EX) ドトラック в який були включені пісні з версії гри для аркадного автомата. Альбом містить 19 пісень. У диск був включений інтерв'ю композиторів і невеликі фрагменти кліпів, фотографій, історію і докладну інформацію про персонажів з Tekken 3.
Ремікси пісень були включені в альбом Tekken 3 Battle Trax.
| Tekken 3 Arcade Version OST | Tekken 3 Arcade Version OST | Tekken 3 Arcade Version OST | Tekken 3 Arcade Version OST |
| #                           | Назва                       | Автор музики                | Тривалість                  |
| --------------------------- | --------------------------- | --------------------------- | --------------------------- |
| 1.                          | Untitled                    | Нобуйосі Сано               | 0:23                        |
| 2.                          | Untitled                    | Нобуйосі Сано               | 1:02                        |
| 3.                          | Untitled                    | Нобуйосі Сано               | 3:49                        |
| 4.                          | Untitled                    | Нобуйосі Сано               | 3:46                        |
| 5.                          | Untitled                    | Нобуйосі Сано               |                             |
| 6.                          | Untitled                    | Нобуйосі Сано               |                             |
| 8.                          | Untitled                    | Нобуйосі Сано               | 4:04                        |
| 9.                          | Untitled                    | Кен'їті Окабе               |                             |
| 10.                         | Untitled                    | Кен'їті Окабе               |                             |
| 11.                         | Untitled                    | Кен'їті Окабе               | 0:48                        |
| 12.                         | Untitled                    | Кен'їті Окабе               |                             |
| 13.                         | Untitled                    | Кен'їті Окабе               | 4:02                        |
| 14.                         | Untitled                    | Нобуйосі Сано               | 3:19                        |
| 15.                         | Untitled                    | Нобуйосі Сано Кен'їті Окабе | 3:39                        |
| 16.                         | Untitled                    |                             | 3:28                        |
| 17.                         | Untitled                    | Нобуйосі Сано               | 0:37                        |
| 18.                         | Untitled                    |                             | 3:23                        |
| 19.                         | Untitled                    |                             | 3:10                        |
| 20.                         | Untitled                    |                             | 2:44                        |
| 22.                         | Untitled                    |                             | 3:42                        |
| 24.                         | Untitled                    |                             | 0:07                        |
| 25.                         | Untitled                    |                             | 3:34                        |
| 28.                         | Untitled                    |                             | 1:17                        |
| 32.                         | Untitled                    |                             | 3:46                        |
| 50:40                       |                             |                             |                             |

| Tekken 3 Battle Trax | Tekken 3 Battle Trax | Tekken 3 Battle Trax | Tekken 3 Battle Trax |
| #                    | Назва                | Автор музики         | Тривалість           |
| -------------------- | -------------------- | -------------------- | -------------------- |
| 1.                   | Untitled             | Кен'їті Окабе        | 4:51                 |
| 2.                   | Untitled             | Нобуйоси Сано        | 4:28                 |
| 3.                   | Untitled             | Нобуйосі Сано        | 3:47                 |
| 4.                   | Untitled             | Нобуйосі Сано        | 4:07                 |
| 5.                   | Untitled             | Кен'їті Окабе        |                      |
| 6.                   | Untitled             | Кен'їті Окабе        |                      |
| 8.                   | Untitled             | Кен'їті Окабе        | 3:30                 |
| 9.                   | Untitled             | Кен'їті Окабе        |                      |
| 10.                  | Untitled             | Нобуйосі Сано        |                      |
| 11.                  | Untitled             | Нобуйосі Сано        | 2:21                 |
| 12.                  | Untitled             | Нобуйосі Сано        |                      |
| 13.                  | Untitled             | Нобуйосі Сано        | 5:15                 |
| 14.                  | Untitled             | Нобуйосі Сано        |                      |
| 16.                  | Untitled             |                      | 2:33                 |
| 19.                  | Untitled             |                      | 4:46                 |
| 20.                  | Untitled             |                      | 3:39                 |
| 22.                  | Untitled             |                      | 4:10                 |
| 25.                  | Untitled             |                      | 4:18                 |
| 32.                  | Untitled             |                      | 3:40                 |
| 50:40                |                      |                      |                      |

Лейблом Wonder Spirits 20 травня 1998 року був випущений альбом Tekken 3 PlayStation Soundtrack 002 (яп. 鉄拳3 プレイステーションサウンドトラック 002) ンサウンドトラック в який були включені нові пісні з версії гри для PlayStation. У написанні музики брали участь Хіроюкі Кавада і Мінамо Такахасі.
Пізніше головні теми персонажів були перевидані в якості реміксів в альбомах Tekken 3 Techno Maniax і Tekken 3 Seven Remixes.
| Tekken 3 PlayStation Soundtrack 002 | Tekken 3 PlayStation Soundtrack 002 | Tekken 3 PlayStation Soundtrack 002 | Tekken 3 PlayStation Soundtrack 002 |
| #                                   | Назва                               | Автор музики                        | Тривалість                          |
| ----------------------------------- | ----------------------------------- | ----------------------------------- | ----------------------------------- |
| 1.                                  | «Opening Movie»                     | Кен'їті Окабе                       | 1:38                                |
| 2.                                  | «Character Select»                  | Нобуйосі Сано                       | 1:02                                |
| 3.                                  | «Jin Kazama»                        | Кен'їті Окабе                       | 3:31                                |
| 4.                                  | «Lei Wulong»                        | Нобуйосі Сано                       | 3:37                                |
| 5.                                  | «King»                              | Нобуйосі Сано                       | 3:33                                |
| 6.                                  | «Paul Phoenix»                      | Нобуйосі Сано                       | 3:39                                |
| 7.                                  | «Eddy Gordo»                        | Кен'їті Окабе                       | 3:01                                |
| 8.                                  | «Hwoarang»                          | Кен'їті Окабе                       | 2:57                                |
| 9.                                  | «Forest Law»                        | Нобуйосі Сано                       | 3:44                                |
| 10.                                 | «Nina Williams»                     | Кен'їті Окабе                       | 3:22                                |
| 11.                                 | «Yoshimitsu»                        | Нобуйосі Сано                       | 3:36                                |
| 12.                                 | «Ling Xiaoyu»                       | Нобуйосі Сано                       | 3:40                                |
| 13.                                 | «Heihachi Mishima»                  | Кен'їті Окабе                       | 3:25                                |
| 14.                                 | «Julia Chang»                       | Нобуйосі Сано                       | 3:33                                |
| 15.                                 | «Kuma/Panda»                        | Кен'їті Окабе                       | 3:00                                |
| 16.                                 | «Gun Jack»                          | Хіроюкі Кавада                      | 2:55                                |
| 17.                                 | «Bryan Fury»                        | Хіроюкі Кавада                      | 2:40                                |
| 18.                                 | «Mokujin»                           | Нобуйосі Сано                       | 3:03                                |
| 19.                                 | «Dr.Bosconovitch»                   | Мінамо Такахасі                     | 3:00                                |
| 20.                                 | «Anna Williams»                     | Нобуйосі Сано                       | 3:06                                |
| 21.                                 | «Tiger Jackson»                     | Ю Міяке                             | 3:01                                |
| 22.                                 | «Gon»                               | Мінамо Такахасі                     | 2:48                                |
| 23.                                 | «Ogre»                              | Нобуйосі Сано                       | 4:23                                |
| 24.                                 | «Result»                            | Кен'їті Окабе                       | 1:10                                |
| 25.                                 | «Game Over»                         | Кен'їті Окабе                       | 0:06                                |
| 26.                                 | «Staff Roll»                        | Ю Міяке                             | 2:36                                |
| 76:06                               |                                     |                                     |                                     |

| Tekken 3 Techno Maniax | Tekken 3 Techno Maniax | Tekken 3 Techno Maniax | Tekken 3 Techno Maniax |
| #                      | Назва                  | Автор музики           | Тривалість             |
| ---------------------- | ---------------------- | ---------------------- | ---------------------- |
| 1.                     | Untitled               |                        | 6:45                   |
| 2.                     | Untitled               | Кен'їті Окабе          | 6:01                   |
| 3.                     | Untitled               | Нобуйосі Сано          | 6:47                   |
| 4.                     | Untitled               | Нобуйосі Сано          | 5:42                   |
| 5.                     | Untitled               | Нобуйосі Сано          |                        |
| 6.                     | Untitled               | Нобуйосі Сано          |                        |
| 9.                     | Untitled               | Кен'їті Окабе          |                        |
| 11.                    | Untitled               |                        | 6:10                   |
| 14.                    | Untitled               | Нобуйосі Сано          |                        |
| 20.                    | Untitled               |                        | 6:41                   |
| 32.                    | Untitled               |                        | 7:53                   |
| 45:59                  |                        |                        |                        |

| Tekken 3 Seven Remixes | Tekken 3 Seven Remixes                   | Tekken 3 Seven Remixes | Tekken 3 Seven Remixes | Tekken 3 Seven Remixes |
| #                      | Назва                                    | Автор музики           | Ремикс                 | Тривалість             |
| ---------------------- | ---------------------------------------- | ---------------------- | ---------------------- | ---------------------- |
| 1.                     | «Jin Kazama [OVERHEAD CLUB MIX]»         | Кен'їті Окабе          | Кен Исии и Тацуя Ое    | 4:38                   |
| 2.                     | «Nina Williams»                          | Нобуйосі Сано          | Wiggle                 | 2:38                   |
| 3.                     | «Paul Phoenix [THE ORIGINAL MASTER MIX]» | Нобуйосі Сано          | Miyoken                | 6:29                   |
| 4.                     | «Yoshimitsu»                             | Хіроюкі Кавада         | Кен Исии               | 4:41                   |
| 5.                     | «King»                                   | Нобуйосі Сано          | Кен Исии               | 5:45                   |
| 6.                     | «Lei Wulong [PIZZI-CLUB MIX]»            | Мінамо Такахасі        | Акіо Міланпак          | 5:38                   |
| 7.                     | «Forest Law [M.L.O'S BEAUTIFUL MIX]»     | Ю Міяке                | Тацуя Ое               | 5:14                   |
| 35:03                  |                                          |                        |                        |                        |

## Оцінки й відгуки
Гра отримала високі оцінки від критиків. Сайт Metacritic оцінив гру в 96 балів з 100 можливих, що вказує на загальне визнання. Гра зайняла 2 місце в списку найбільших ігор для PlayStation. Tekken 3 стала другою з ігор (після Sonic & Knuckles), оцінена в 10 балів від журналу Electronic Gaming Monthly. Критик під прізвиськом Суші Х сказав, що немає гри, яка винагороджує новачків за натирання кнопок, оцінивши гру в підсумку в 9 балів з 10. Станом на квітень 2011 року, Tekken 3 стала восьмою високо оціненою грою в рейтингу ігор всіх часів за даними сайту GameRankings з середньою оцінкою в 96,3 %.
У вересні 2004 року гра зайняла 10 місце в топі «Останній чарт PlayStation» від PSM. Журнал Complex в 2011 році назвав гру кращим файтингом всіх часів. Станом на вересень 2012 року, Tekken 3 залишається високо оціненою грою в серії.